# 官庆
官庆（1964年8月—2020年3月6日），四川成都人，中华人民共和国政治人物，中国共产党第十九届中央委员会候补委员。曾任中国建筑工程总公司董事长、党组书记。

## 生平
1985年毕业于湖南大学土木工程系，获学士学位。1990年毕业于西南财经大学建筑热能工程专业，获硕士学位，2008年毕业于西南交通大学管理科学与工程专业，获博士学位。早年在中国建筑西南设计研究院工作，1998年任副院长，2003年晋升院长，2008年出任中国建筑股份有限公司副总裁。2010年，中组部和国务院国资委组织12家中央企业面向海内外公开招聘12名高级经营管理者。官庆成功入围，于次年4月出任中国建筑工程总公司总经理。2015年5月，官庆任中建总公司董事长。2017年10月，中国共产党第十九次全国代表大会上当选中国共产党第十九届中央委员会候补委员。2017年12月，担任改制后的中建集团董事长、党组书记。2019年9月，因病被免去在中建集团的职务。
2020年3月6日因脑癌医治无效在北京逝世，享年55岁。根据家属意愿，丧事从简，未举行送别仪式。有未證實的傳言指他是中國外交部新聞司司長兼發言人華春瑩的丈夫。